# Tycomarptes
Tycomarptes là một chi bướm đêm thuộc họ Noctuidae.